# Ataraxie
Ataraxie (řec. αταραξία, od a-tarachos, neotřesitelný) označuje ideál duševního klidu a cíl lidského života ve skeptické, epikurejské a stoické filosofii. Je to stav naprostého klidu, kdy duše není obtěžována žádnými afekty a může vyrovnaně čelit všem vnějším událostem, protože jsou jí lhostejné. Vysoké hodnocení ataraxie je charakteristické pro skeptické myslitele pozdní antiky i pro některé myslitele novověku.

## Epikurejská ataraxie
Ideál a nejvyšší cíl lidského života je podle Epikúra vyrovnaný požitek (řec. hédoné, odtud hédonismus), který však nespočívá v žádných radovánkách a vášních, neboť ty právě člověka zbavují vyrovnané svrchovanosti, ať už v kladném nebo záporném smyslu. Proto se jim moudrý člověk musí vyhýbat a pěstovat svoji autarkii čili svrchovanou sebevládu, z níž ho žádné vnější vlivy ani události nemohou vyrušit.
Epikurejská ataraxie se od podobného ideálu apatheia u stoiků liší tím, že pěstuje nejen odolnost vůči vášním, ale vůbec všem vnějším vlivům na člověka. Od skutečně hédonistické teorie kyrenaiků (Aristippos z Kyrény) se liší tím, že jejím cílem není pozitivní rozkoš a požitek, nýbrž životní vyrovnanost a klid.

## Skeptická ataraxie
Ačkoli z nauky Pyrrhóna z Élidy se zachovaly jen zlomky, vyskytuje se v nich jak stoická apatheia, tak epikurejská ataraxie. V pozdějším pyrrhonismu (Sextus Empiricus) je sice ataraxie také posledním cílem dobrého vedení života, nesmí se však pěstovat ani cílevědomě vyhledávat, protože už to by prozradilo, že člověku na něčem záleží, a tím ho připravilo o vnitřní klid. Ataraxie přichází sama, pokud se člověk důsledně zdržuje úsudku (epoché) a tím se nezaplete do vztahů, které by jeho klid mohly rušit.